# (6634) 1987 KB
A (6634) 1987 KB a Naprendszer kisbolygóövében található aszteroida. Observatório de Campinasban fedezték fel 1987. május 23-án.